# Concours Eurovision de la chanson 1981
- Pays participants
- Pays ayant participé dans le passé

La Haye 1980 Harrogate 1982
Le Concours Eurovision de la chanson 1981 fut la vingt-sixième édition du concours. Il se déroula le samedi 4 avril 1981, à Dublin, en Irlande. Il fut remporté par le Royaume-Uni, avec la chanson Making Your Mind Up, interprétée par Bucks Fizz. L’Allemagne termina deuxième et la France, troisième.

## Organisation
L'Irlande, qui, après avoir remporté l'édition 1980, se chargea de l’organisation de l’édition 1981. 

## Pays participants
Vingt pays participèrent au vingt-sixième concours, égalant ainsi le record de 1978. 
L'Italie et le Maroc se retirèrent, la première par manque d'intérêt pour le concours, le second à la suite de son mauvais classement l'année précédente. Après cinq ans d'absence, la Yougoslavie fit son retour, tout comme Israël. Enfin, Chypre fit ses débuts.

## Format
Le concours eut lieu au Simmonscourt Pavilion, à Dublin. Il s'agit d'une salle multi-usages, appartenant au complexe de loisirs de la Royal Dublin Society et destinée à accueillir des festivals équestres et des salons agricoles. Le Pavilion pouvant contenir jusqu'à 7 000 personnes, la RTÉ conçut la plus vaste scène encore jamais vue au concours.
L'espace était divisé en trois parties distinctes. À gauche, se trouvait l'orchestre, installé sur des gradins. Cette partie était délimitée par un escalier courbe dont les bords des marches étaient lumineux. Les chefs d'orchestre devaient le descendre pour accéder à leur pupitre, de forme circulaire. Au-dessus de l'orchestre, était suspendu un bandeau incurvé. 

Au centre, se trouvait la scène où se produisaient les artistes. Elle était composée de trois cercles imbriqués, supportant cinq podiums circulaires de hauteurs différentes, reliés entre eux par des marches. Cercles, marches et podiums comportaient tous des bords lumineux. Le décor derrière les artistes était une représentation stylisée d'un motif celtique traditionnel. Il s'agissait d'un bandeau incurvé, divisé en quartiers et supportant quatre cercles symétriques. Cet élément était parcouru de nervures, auxquelles étaient attachées des ampoules lumineuses. L'ensemble du décor prit des couleurs différentes, selon les prestations. 

À droite, enfin, se trouvait le tableau de vote. Il était situé au sommet d'une arche incurvée. Un podium était prévu pour la présentatrice et un autre, pour le pupitre du superviseur. Dans l'arche, juste sous le tableau, était installée une porte coulissante qui ne devait s'ouvrir qu'à la fin du vote pour laisser le passage au vainqueur.
Le programme dura près de deux heures et trente-et-une minutes.

## Vidéo introductive et cartes postales
La vidéo introductive avait pour thème, la rencontre entre le passé et le présent de l'Irlande. Elle mêla des images de vestiges archéologiques, de paysages irlandais, de châteaux, de falaises, d'épisodes de la vie sociale et culturelle, parcourant ainsi toute l'histoire du pays, de l'Antiquité à l'Époque contemporaine.
Les cartes postales débutaient par une vue sur un globe terrestre stylisé. Le pays participant s'agrandissait alors, jusqu'à occuper tout l'écran. Des vidéos montraient ensuite les artistes et compositeurs déambulant dans Dublin, entre les répétitions.

## Déroulement
La présentatrice de la soirée fut Doireann Ní Bhríain. Elle s’adressa aux téléspectateurs en gaélique, en anglais et en français.
L'orchestre était dirigé par Noel Kelehan.

## Chansons
Vingt  chansons concoururent pour la victoire. 
Pour marquer le vingtième anniversaire de sa victoire au concours, en 1961, le Luxembourg se fit représenter par Jean-Claude Pascal. Mais cette fois, il termina onzième.
Le représentant français était Jean Gabilou, un artiste d'origine polynésienne. Son épouse, restée à Tahiti, décéda durant la semaine des répétitions. Malgré tout, il décida de concourir et termina à la troisième place. 
Les représentants britanniques étaient le groupe Bucks Fizz, spécialement formé pour l'occasion et composé de deux filles et deux garçons. Leur prestation fut particulièrement remarquée et demeure un des moments iconiques du concours. Arrivés à la strophe « But if you wanna see some more », les garçons dégrafèrent le jupon des filles, les laissant en mini-jupes. Le crédit de cette trouvaille revenait au manager du groupe Nichola Martin.

## Chefs d'orchestre
| Richard Österreicher | Onno Tunç       | Wolfgang Rödelberger | Joël Rocher      | Eldad Shrem      |
| -------------------- | --------------- | -------------------- | ---------------- | ---------------- |
| - Autriche           | - Turquie       | - Allemagne          | - Luxembourg     | - Israël         |
| Allan Botschinsky    | Ranko Rihtman   | Henrik Otto Donner   | David Sprinfield | Juan Barcons     |
| - Danemark           | - Yougoslavie   | - Finlande           | - France         | - Espagne        |
| Rogier van Otterloo  | Noel Kelehan    | Sigurd Jansen        | John Coleman     | Shegundo Galarza |
| - Pays-Bas           | - Irlande       | - Norvège            | - Royaume-Uni    | - Portugal       |
| Giuseppe Marchese    | George Niarchos | Michael Rozakis      | Rolf Zuckowski   | Anders Berglund  |
| - Belgique           | - Grèce         | - Chypre             | - Suisse         | - Suède          |

## Entracte
Le spectacle d'entracte fut fourni par le groupe folklorique Planxty et leur composition Timedance. Parallèle à la vidéo introductive, l'entracte mettait en scène la culture irlandaise au travers des âges et parcourut en trois tableaux, les musiques et danses traditionnelles du pays. La musique avait été conçue spécialement pour l'occasion par Bill Whelan. La chorégraphie était signée Iain Montague et fut interprétée par les danseurs du Dublin City Ballet. Le premier tableau était un reel ; le deuxième, un morceau inédit composé dans le style des harpistes traditionnels ; le troisième, un morceau mettant en exergue l'influence de la musique contemporaine sur la musique folklorique. Après le concours, Timedance atteignit la troisième place des ventes de disques en Irlande.

## Coulisses
Durant le vote, la caméra fit de nombreux plans sur les artistes à l’écoute des résultats. Apparurent notamment Jean Gabilou, Sheeba, Bucks Fizz et Lena Valaitis. 

## Vote
Le vote fut décidé entièrement par un panel de jurys nationaux. Les différents jurys furent contactés par téléphone, selon l'ordre de passage des pays participants. Chaque jury devait attribuer dans l'ordre 1, 2, 3, 4, 5, 6, 7, 8, 10 et 12 points à ses dix chansons préférées. Les points furent énoncés dans l’ordre ascendant, de un à douze. 
Le superviseur délégué sur place par l'UER fut Frank Naef. Il dut intervenir à six reprises, le vote rencontrant autant d'hiatus.
Tout d'abord, la porte-parole du jury autrichien se trompa dans la procédure, en énonçant les résultats dans l'ordre de passage des participants, et Doireann Ní Bhríain répéta les premiers résultats trop rapidement pour le superviseur et ses assistants. 

Ensuite, lors de l'énonciation des votes du jury luxembourgeois, le tableau d'affichage ne put suivre le rythme. Il fallut interrompre la procédure. C'est alors que les dix points attribués à l'Irlande furent convertis en trois cent-dix, sous les rires et les applaudissements du public. L'erreur fut rapidement corrigée. Mais le tumulte empêcha le superviseur d'entendre une autre erreur : le porte-parole du jury israélien annonça d'emblée l'attribution des "douze points" au Royaume-Uni. Il se corrigea lorsque le superviseur lui donna la parole.
  
Puis, la communication fut impossible à établir immédiatement avec Belgrade. Les premières tentatives de Doireann Ní Bhríain ne rencontrèrent que le silence. Le superviseur demanda de patienter un instant. Lorsque Belgrade fut en ligne, un célèbre échange se produisit, qui suscita l'hilarité du public : 

- Doireann Ní Bhríain : Good evening, Yougoslavia. Can I have your vote, please ? 

- Porte-parole : I don't have it ! 

- Doireann Ní Bhríain : Thank you very much !

Il s'avéra en fait que la porte-parole yougoslave n'avait pas de retour dans son téléphone. Le problème fut résolu rapidement et la procédure put reprendre son cours. 

Enfin, le superviseur dut demander au porte-parole du jury espagnol de répéter l'attribution de ses dix points et fit corriger une erreur dans le décompte des points. En revanche, il ne remarqua pas que le décompte des points de la Turquie disparut à trois reprises durant la procédure, pour finalement afficher zéro point à la place de neuf.
La procédure donna lieu à un intense et long suspense. Cinq pays menèrent successivement le vote : l'Allemagne, la France, l'Irlande, le Royaume-Uni et la Suisse. Après le vote du jury chypriote, l'antépénultième, l'Allemagne, le Royaume-Uni et la Suisse se retrouvèrent à égalité avec cent-vingt points. Après le vote du jury suisse, le pénultième, l'Allemagne et la Suisse demeurèrent à cent-vingt points, le Royaume-Uni passant à cent-vingt-huit. Ce fut le vote du dernier jury, le jury suédois, qui apporta le dénouement ultime, en attribuant un point à la Suisse, huit au Royaume-Uni et douze à l'Allemagne.

## Résultats
Ce fut la quatrième victoire du Royaume-Uni au concours. Le pays ne reçut que deux fois la note maximale (un record atypique, toujours inégalé) mais se vit attribuer des points par tous les pays participants. A contrario, la Suisse reçut cinq fois la note maximale mais ne se vit attribuer des points que par dix-huit pays sur vingt.
Les membres de Bucks Fizz reçurent le trophée de la victoire des mains de Johnny Logan et de Shay Healy, vainqueurs de l'année précédente, respectivement comme interprète et compositeur. À la fin de leur reprise, le public leur jeta des fleurs et ils furent rejoints sur scène par les autres participants.
La Norvège termina dernière, avec « nul point ». Ce fut la sixième fois que le pays termina à la dernière place et la troisième fois avec « nul point » (la deuxième fois dans le cadre du système de vote actuel). 
| Ordre | Pays        | Artiste(s)                        | Chanson                                  | Langue      | Place | Points |
| ----- | ----------- | --------------------------------- | ---------------------------------------- | ----------- | ----- | ------ |
| 01    | Autriche    | Marty Brem                        | Wenn du da bist                          | Allemand    | 17    | 20     |
| 02    | Turquie     | Modern Folk Trio & Ayşegül Aldinç | Dönme dolap                              | Turc        | 18    | 9      |
| 03    | Allemagne   | Lena Valaitis                     | Johnny Blue                              | Allemand    | 2     | 132    |
| 04    | Luxembourg  | Jean-Claude Pascal                | C'est peut-être pas l'Amérique           | Français    | 11    | 41     |
| 05    | Israël      | Habibi                            | Halayla (הלילה)                          | Hébreu      | 7     | 56     |
| 06    | Danemark    | Tommy Seebach & Debbie Cameron    | Krøller eller ej                         | Danois      | 11    | 41     |
| 07    | Yougoslavie | Seid Memić Vajta                  | Lejla                                    | Bosnien     | 15    | 35     |
| 08    | Finlande    | Rikki Sorsa                       | Reggae OK                                | Finnois     | 16    | 27     |
| 09    | France      | Jean Gabilou                      | Humanahum                                | Français    | 3     | 125    |
| 10    | Espagne     | Baccheli                          | Y sólo tú                                | Espagnol    | 14    | 38     |
| 11    | Pays-Bas    | Linda Williams                    | Het is een wonder                        | Néerlandais | 9     | 51     |
| 12    | Irlande H T | Sheeba                            | Horoscopes                               | Anglais     | 5     | 105    |
| 13    | Norvège     | Finn Kalvik                       | Aldri i livet                            | Norvégien   | 20    | 0      |
| 14    | Royaume-Uni | Bucks Fizz                        | Making Your Mind Up                      | Anglais     | 1     | 136    |
| 15    | Portugal    | Carlos Paião                      | Playback                                 | Portugais   | 18    | 9      |
| 16    | Belgique    | Emly Starr                        | Samson                                   | Néerlandais | 13    | 40     |
| 17    | Grèce       | Yiannis Dimitras                  | Feggári Kalokerinó (Φεγγάρι καλοκαιρινό) | Grec        | 8     | 55     |
| 18    | Chypre      | Island                            | Mónika (Μόνικα)                          | Grec        | 6     | 69     |
| 19    | Suisse      | Peter, Sue & Marc                 | Io senza te                              | Italien     | 4     | 121    |
| 20    | Suède       | Björn Skifs                       | Fångad i en dröm                         | Suédois     | 10    | 50     |

## Controverse
La victoire du Royaume-Uni suscita la controverse dans les médias. Elle fut décrite comme une victoire du style sur la substance. Nombre d'observateurs critiquèrent la qualité vocale de la prestation et son aspect racoleur. Ils accusèrent les membres du groupe d'avoir été choisis pour leur physique et dénoncèrent la superficialité du concours. Cependant, la chanson gagnante remporta un très grand succès commercial : elle fut numéro un des ventes dans dix pays européens et se vendit à plus de quatre millions d'exemplaires. Quant au groupe Bucks Fizz, ce fut pour lui le début d'une longue carrière.

## Anciens participants
| Artiste                             | Pays        | Année(s) précédente(s)             |
| ----------------------------------- | ----------- | ---------------------------------- |
| Marty Brem                          | Autriche    | 1980 (comme membre de Blue Danube) |
| Cheryl Baker (membre de Bucks Fizz) | Royaume-Uni | 1978 (comme membre de Co-Co)       |
| Maxi (membre de Sheeba)             | Irlande     | 1973                               |
| Jean-Claude Pascal                  | Luxembourg  | 1961 (vainqueur)                   |
| Peter, Sue & Marc                   | Suisse      | 1971, 1976, 1979                   |
| Tommy Seebach                       | Danemark    | 1979                               |
| Björn Skifs                         | Suède       | 1978                               |

Peter, Sue & Marc demeurent le seul groupe de l'histoire du concours à avoir participé à quatre reprises. Ils sont également les seuls à avoir interprété leurs chansons dans quatre langues différentes : le français en 1971, l'anglais en 1976, l'allemand en 1979 et l'italien en 1981.

## Tableau des votes
| Drapeau de l'Autriche | Drapeau de la Turquie                             | Drapeau de l'Allemagne | Drapeau du Luxembourg | Drapeau d’Israël | Drapeau du Danemark | Drapeau de la République fédérative socialiste de Yougoslavie | Drapeau de la Finlande | Drapeau de la France | Drapeau de l'Espagne | Drapeau des Pays-Bas | Drapeau de l'Irlande | Drapeau de la Norvège | Drapeau du Royaume-Uni | Drapeau du Portugal | Drapeau de la Belgique | Drapeau de la Grèce | Drapeau de Chypre | Drapeau de la Suisse | Drapeau de la Suède | Total |    |     |
| Pays                  | Autriche                                          |                        | 6                     | –                | –                   | –                                                             | 1                      | –                    | –                    | 5                    | 6                    | –                     | –                      | –                   | –                      | –                   | –                 | –                    | –                   | –     | 2  | 20  |
| Pays                  | Turquie                                           | –                      |                       | –                | 1                   | –                                                             | –                      | 3                    | 5                    | –                    | –                    | –                     | –                      | –                   | –                      | –                   | –                 | –                    | –                   | –     | –  | 9   |
| Pays                  | Allemagne                                         | 5                      | 12                    |                  | 3                   | 8                                                             | 8                      | 2                    | 7                    | 8                    | 12                   | 3                     | 6                      | 4                   | 7                      | 12                  | 10                | 5                    | 8                   | –     | 12 | 132 |
| Pays                  | Luxembourg                                        | 10                     | –                     | 5                |                     | 3                                                             | –                      | –                    | 4                    | 3                    | 1                    | –                     | –                      | –                   | –                      | 4                   | –                 | –                    | –                   | 6     | 5  | 41  |
| Pays                  | Israël                                            | 8                      | –                     | –                | 4                   |                                                               | –                      | –                    | 6                    | –                    | –                    | 7                     | 7                      | 8                   | 4                      | 5                   | –                 | –                    | –                   | 4     | 3  | 56  |
| Pays                  | Danemark                                          | –                      | 1                     | 1                | 7                   | –                                                             |                        | –                    | –                    | 4                    | 3                    | 2                     | –                      | –                   | 5                      | 2                   | 12                | –                    | –                   | –     | 4  | 41  |
| Pays                  | Yougoslavie                                       | –                      | 4                     | –                | –                   | –                                                             | –                      |                      | 8                    | –                    | –                    | –                     | 2                      | 1                   | –                      | –                   | 5                 | 2                    | 3                   | 10    | –  | 35  |
| Pays                  | Finlande                                          | –                      | –                     | –                | –                   | 2                                                             | –                      | –                    |                      | 1                    | 2                    | 5                     | 5                      | –                   | –                      | 1                   | –                 | –                    | –                   | 5     | 6  | 27  |
| Pays                  | France                                            | 12                     | –                     | 12               | 12                  | 7                                                             | 2                      | 4                    | 10                   |                      | –                    | 6                     | 4                      | 5                   | 1                      | 10                  | 3                 | 8                    | 7                   | 12    | 10 | 125 |
| Pays                  | Espagne                                           | –                      | 10                    | –                | –                   | 6                                                             | –                      | –                    | –                    | –                    |                      | 4                     | 3                      | 10                  | –                      | 3                   | –                 | –                    | –                   | 2     | –  | 38  |
| Pays                  | Pays-Bas                                          | 3                      | 5                     | 3                | –                   | 4                                                             | 7                      | –                    | –                    | 2                    | 7                    |                       | –                      | –                   | 6                      | 7                   | 2                 | 3                    | 2                   | –     | –  | 51  |
| Pays                  | Irlande                                           | 7                      | 3                     | 6                | 10                  | 10                                                            | 12                     | 5                    | –                    | 6                    | 5                    | 10                    |                        | –                   | –                      | –                   | 1                 | 10                   | 12                  | 1     | 7  | 105 |
| Pays                  | Norvège                                           | –                      | –                     | –                | –                   | –                                                             | –                      | –                    | –                    | –                    | –                    | –                     | –                      |                     | –                      | –                   | –                 | –                    | –                   | –     | –  | 0   |
| Pays                  | Royaume-Uni                                       | 4                      | 8                     | 4                | 5                   | 12                                                            | 10                     | 10                   | 3                    | 7                    | 8                    | 12                    | 10                     | 3                   |                        | 6                   | 8                 | 6                    | 4                   | 8     | 8  | 136 |
| Pays                  | Portugal                                          | –                      | –                     | 8                | –                   | –                                                             | –                      | –                    | –                    | –                    | –                    | –                     | –                      | –                   | –                      |                     | –                 | 1                    | –                   | –     | –  | 9   |
| Pays                  | Belgique                                          | 1                      | 7                     | –                | –                   | 1                                                             | 6                      | 8                    | 2                    | –                    | –                    | –                     | –                      | –                   | 3                      | –                   |                   | 7                    | 5                   | –     | –  | 40  |
| Pays                  | Grèce                                             | 6                      | –                     | 2                | 6                   | –                                                             | –                      | 1                    | –                    | –                    | 10                   | –                     | 1                      | 2                   | 8                      | –                   | 6                 |                      | 6                   | 7     | –  | 55  |
| Pays                  | Chypre                                            | –                      | –                     | –                | –                   | 5                                                             | 3                      | 6                    | –                    | –                    | –                    | 8                     | 8                      | 7                   | 10                     | –                   | 7                 | 12                   |                     | 3     | –  | 69  |
| Pays                  | Suisse                                            | 2                      | 2                     | 7                | 8                   | –                                                             | 4                      | 12                   | 12                   | 10                   | 4                    | 1                     | 12                     | 12                  | 12                     | 8                   | –                 | 4                    | 10                  |       | 1  | 121 |
| Pays                  | Suède                                             | –                      | –                     | 10               | 2                   | –                                                             | 5                      | 7                    | 1                    | 12                   | –                    | –                     | –                      | 6                   | 2                      | –                   | 4                 | –                    | 1                   | –     |    | 50  |
| Pays                  | Le tableau suit l'ordre de passage des candidats. |                        |                       |                  |                     |                                                               |                        |                      |                      |                      |                      |                       |                        |                     |                        |                     |                   |                      |                     |       |    |     |

## Télédiffuseurs
| Pays        | Télédiffuseur(s)        | Commentateur(s)                     | Porte-parole          |
| ----------- | ----------------------- | ----------------------------------- | --------------------- |
| Allemagne   | ARD Deutsches Fernsehen | Ado Schlier                         | Lotti Ohnesorge       |
| Allemagne   | Deutschlandfunk         | Roger Horné                         | Lotti Ohnesorge       |
| Autriche    | FS2                     | Ernst Grissemann                    | Jenny Pippal          |
| Autriche    | Hitradio Ö3             | Walter Richard Langer               | Jenny Pippal          |
| Belgique    | RTBF1                   | Jacques Mercier                     | Walter De Meyere      |
| Belgique    | RTBF La Première        | Marc Danval                         | Walter De Meyere      |
| Belgique    | BRT TV1                 | Luc Appermont                       | Walter De Meyere      |
| Belgique    | BRT Radio 1             | Herwig Haes                         | Walter De Meyere      |
| Chypre      | RIK                     | Fryni Papadopoulou                  | Anna Partelidou       |
| Chypre      | CyBC Radio 2            | Neophytos Taliotis                  | Anna Partelidou       |
| Danemark    | DR TV                   | Jørgen de Mylius                    | Bent Henius           |
| Danemark    | DR P3                   | Erik Wiedemann                      | Bent Henius           |
| Espagne     | TVE1                    | Miguel de los Santos                | Isabel Tenaille       |
| Finlande    | YLE TV1                 | Ossi Runne                          | Annemi Genetz         |
| France      | TF1                     | Patrick Sabatier                    | Fabienne Égal         |
| Grèce       | ERT                     | Mako Georgiadou                     | Tatiana Darra         |
| Grèce       | Proto Programma         | Dimitris Konstantaras               | Tatiana Darra         |
| Irlande     | RTÉ1                    | Larry Gogan                         | John Skehan           |
| Irlande     | RTÉ Radio 1             | Mike Murphy                         | John Skehan           |
| Israël      | Télévision Israélienne  | pas de commentateur                 | Dan Kaner             |
| Israël      | Reshet Gimel            | Daniel Pe'er                        | Dan Kaner             |
| Luxembourg  | RTL Télé-Luxembourg     | Jacques Navadic & Marylène Bergmann | Jacques Harvey        |
| Luxembourg  | RTL Radio               | André Torrent                       | Jacques Harvey        |
| Norvège     | NRK                     | Knut Aunbu                          | Sverre Christophersen |
| Norvège     | NRK P1                  | Erik Heyerdahl                      | Sverre Christophersen |
| Pays-Bas    | Nederland 1             | Pim Jacobs                          | Flip van der Schalie  |
| Portugal    | RTP1                    | ?                                   | Margarida Andrade     |
| Royaume-Uni | BBC1                    | Terry Wogan                         | Colin Berry           |
| Royaume-Uni | BBC Radio 2             | Ray Moore                           | Colin Berry           |
| Suède       | SVT TV1                 | Ulf Elfving                         | Bengteric Nordell     |
| Suisse      | TSR                     | Georges Hardy                       | Michel Stocker        |
| Suisse      | TV DSR                  | Theodor Haller                      | Michel Stocker        |
| Suisse      | TSI                     | Giovanni Bertini                    | Michel Stocker        |
| Turquie     | TRT                     | Bülend Özveren                      | Başak Doğru           |
| Turquie     | TRT Radyo 3             | Şebnem Savaşçı                      | Başak Doğru           |
| Yougoslavie | TVB 2                   | Mladen Popović                      | Helga Vlahović        |
| Yougoslavie | TVZ 2                   | Oliver Mlakar                       | Helga Vlahović        |
| Yougoslavie | TVL 2                   | Tomaž Terček                        | Helga Vlahović        |

Le concours fut diffusé en direct dans 29 pays et pour la première fois, en Égypte.